# Nadleśnictwo Kłobuck (województwo śląskie)
Nadleśnictwo Kłobuck – osada leśna w Polsce położona w województwie śląskim, w powiecie kłobuckim, w gminie Kłobuck.
Osada jest siedzibą Nadleśnictwa Kłobuck.